# Artyleryjska lorneta nożycowa AST
Artyleryjska lorneta nożycowa AST (ros. Артиллерийская стереотруба АСТ) – radziecki  optyczny przyrząd służący do obserwacji pola walki, stosowany w ludowym Wojsku Polskim.
Lorneta służyła do: prowadzenia obserwacji wybuchów, rozpoznawania celów, szczegółowego badania terenu, mierzenia kątów w płaszczyźnie poziomej i pionowej oraz do pomiaru odległości. Można ją było dostosowywać do szerokości rozstawienia oczu obserwatora, a gdy nie zachodzi potrzeba krycia się, można było rozchylać ją aż do położenia poziomego i w ten sposób uzyskać  dużą plastyczność obserwowanego obiektu.

## Budowa lornety
- dwie lunety połączone zawiasowo na osi umocowanej w obsadzie, co pozwalało na rozwarcie ich do 180°;
- okulary lornety — ruchome ze skalą dioptryjną; w prawym okularze ruchoma płytka ogniskowa z siatką kątomierczą[a].
- obsada lornety;
- kątomierz z kręgiem ze skalą w tysięcznych;
- mechanizmy kątów położenia;
- składany trójnóg;
- nasadka powiększająca zmieniająca powiększenie z 10x na 20x[2].